# باشگاه فوتبال اتلتیک دراماتیک ومپرز
باشگاه ورزشی اتلتیک دراماتیک ومپرز، که اغلب با نام اختصاری وی‌اس‌ای‌دی‌سی نامیده می‌شود، یک باشگاه فوتبال حرفه‌ای از سنت لوسیا مستقر در کاستریس است که در دسته اول سنت لوسیا، رقابت می‌کند.

## افتخارات
- دسته اول سنت لوسیا: ۹ قهرمانی[۱]
- جام حذفی سنت لوسیا: ۱ قهرمانی[۲]